# کله مرد
کله مرد، روستایی در دهستان هندمینی بخش هندمینی شهرستان بدره در استان ایلام ایران است.

## جمعیت
بر پایه سرشماری عمومی نفوس و مسکن در سال ۱۳۹۵، جمعیت این روستا برابر با ۱۳۳ نفر (۳۱ خانوار) بوده‌است.
اکثر اهالی روستا برای کسب کار و درآمد به استان های دیگر همچون تهران و خوزستان مهاجرت کرده اند و هم اکنون جمعیت کمی در این روستا سکونت دارند.